# خسوس کاستلانوس
خسوس کاستلانوس (انگلیسی: Jesús Castellanos؛ زادهٔ ۲۴ اکتبر ۱۹۷۸) بازیکن فوتبال اهل اسپانیا است.
از باشگاه‌هایی که در آن بازی کرده‌است می‌توان به باشگاه فوتبال آلباسته بالومپیه اشاره کرد.